# عويذران شائع
عويذران شائع ويعرف باسم خزامى البحر (الاسم العلمي: Limonium vulgare)، هو نوع من النباتات المزهرة من جنس عويذران موطنه جزر الأزور، وأوروبا الغربية، وجنوب غرب السويد، وأُدخل إلى أماكن أخرى. هي نباتات معمرة توجد في المستنقعات المالحة وغيرها من الموائل البحرية، ومن المحتمل أن يكون مجمع أنواع